# Список улиц Великого Новгорода

Список улиц Великого Новгорода представлен в алфавитном порядке. Кроме названий содержит также даты их официального утверждения, прежние названия, примерное местонахождение и протяжённость в метрах. Внизу указан также список городских площадей.
К началу 2013 года в Великом Новгороде сформировалось более 300 улиц, переулков, бульваров, проездов и пр. Многие из них образовались после 1945 года. Улицы исторического центра (в пределах вала Окольного города и на ближайших территориях) многократно упоминались в древних письменных источниках.
После революции 1917 года началось массовая замена исторических названий, в том числе и у улиц с 600, 800-летней историей. Вторая волна переименований последовала после 1945 года.
После революции и до 1930-х годов многие улицы города были замощены, общая их протяжённость составляла 35,7 км. К 1 января 1963 года общая длина была 127 км, из них с асфальтовым покрытием — 79 км, с электрическим освещением — 60 км.
В 1990-х годах городская топонимическая комиссия занялась возвращением исторических названий. Свои исконные имена получили древние улицы Прусская, Чудинцева, Розважа, Рогатица, Бояна, Ильина, Яковлева и др.
Наряду с этим появились 10 «компромиссных», двойных названий, включивших имена героев вкупе со средневековыми названиями:
- улица Мерецкова — Во́лосова улица
- улица Телегина — улица Редятина
- улица Черемно́ва — Ко́нюхова улица
- улица Герасименко — Ма́ницына улица
- улица Мусы Джалиля — Духовска́я улица
- улица Тимура Фрунзе — улица Оловяннка
- улица Бредова — Звериная улица
- улица Литвинова — Лукина улица
- площадь Победы — Софийская площадь
- улица Каберова — Власьевская улица

## Улицы
| Содержание: Начало — 0–9 А Б В Г Д Е Ё Ж З И К Л М Н О П Р С Т У Ф Х Ц Ч Ш Щ Э Ю Я |

| 0-9                                                        |                     | |                                                |                        |  |
| Современное название                                       | Название утверждено | Прежние названия                                                                                           | Местонахождение                                | Протяжённость в метрах |  |
| 20 Января улица — см. Двадцатого января улица              |                     | |                                                |                        |  |
| 8 Марта улица — см. Восьмого марта улица                   |                     | |                                                |                        |  |
| А                                                          |                     | |                                                |                        |  |
| Современное название                                       | Название утверждено | Прежние названия                                                                                           | Местонахождение                                | Протяжённость в метрах |  |
| Авиационная улица                                          | 1940-е гг.          | |                                                | 295                    |  |
| Александра Невского (набережная)                           | 3 сентября 1970 г.  | Лерховский бульвар, Борисоглебская набережная, Михайловская набережная, Ильинская набережная               | Торговая сторона                               | 2000                   |  |
| Александровская улица                                      |                     | | мкрн Кречевицы                                 | 1570                   |  |
| Андреевская улица                                          | 30 мая 1999 г.      | Мало-Андреевская, Старо-Московская, Мстинская                                                              | Торговая сторона, Плотницкий конец             | 760                    |  |
| Антониевская улица                                         | 13 декабря 1995 г.  | |                                                | 200                    |  |
| Антониевский переулок                                      |                     | | Антоново                                       | 340                    |  |
| Армейская улица                                            | 15 марта 1968 г.    | | мкрн Кречевицы                                 | 1300                   |  |
| Б                                                          |                     | |                                                |                        |  |
| Современное название                                       | Название утверждено | Прежние названия                                                                                           | Местонахождение                                | Протяжённость в метрах |  |
| Базарный переулок                                          | после 1945 г.       | | р-н Центрального рынка                         | 260                    |  |
| Базовый переулок                                           |                     | | мкрн Колмово                                   | 470                    |  |
| Балтийская улица                                           | 13 декабря 1995 г.  | | в р-не Колмовского моста                       | 445                    |  |
| Батецкая улица                                             | 14 мая 1953 г.      | | в р-не Петровского кладбища                    | 600                    |  |
| Батецкий проезд                                            | 14 февраля 1957 г.  | | в р-не Петровского кладбища                    | 130                    |  |
| Белова улица                                               | 10 января 1985 г.   | Инженерная                                                                                                 |                                                | 375                    |  |
| Белорусская улица                                          |                     | | р-н Псковской улицы                            | 300                    |  |
| Белорусский переулок                                       |                     | | мкрн Белый город                               | 235                    |  |
| Береговая улица                                            |                     | Заводская                                                                                                  | мкрн Деревяницы                                | 2870                   |  |
| Бетонная улица                                             | 13 января 1966 г.   | | в р-н Рабочей улицы                            | 460                    |  |
| Ближний переулок                                           | 15 марта 1968 г.    | | мкрн Кречевицы                                 | 190                    |  |
| Большая Власьевская улица                                  | 12 сентября 1991 г. | Чернышевского                                                                                              | Софийская сторона Людин конец                  | 520                    |  |
| Большая Конюшенная улица                                   |                     | | Софийская сторона                              | 315                    |  |
| Большая Московская улица                                   | 12 сентября 1991 г. | Большая Михайловская, Никольская, Комсомольская, Московская, проспект Ленина                               | Торговая сторона                               | 3500                   |  |
| Большая Санкт-Петербургская улица                          | 12 сентября 1991 г. | Петроградская, Ленинградская                                                                               | Софийская сторона                              | более 6000             |  |
| Боткина улица                                              | 24 мая 1966 г.      | | Западный мкрн                                  | 630                    |  |
| Бояна улица                                                | 31 мая 1999 г.      | Буяна, Буяновская, Обороны, Большевиков                                                                    | Торговая сторона Славенский конец              | 280                    |  |
| Бредова-Звериная улица                                     | 31 мая 1999 г.      | Бредова, Звериная                                                                                          | Софийская сторона                              | 960                    |  |
| В                                                          |                     | |                                                |                        |  |
| Современное название                                       | Название утверждено | Прежние названия                                                                                           | Местонахождение                                | Протяжённость в метрах |  |
| Великая улица                                              | 12 сентября 1991 г. | Большая Пробойная, Большая Дмитриевская, Дмитриевская                                                      | Софийская сторона, Неревский конец             | 2300                   |  |
| Великолукская улица                                        | 1946—1947 гг.       | | в р-не ж.д. вокзала                            | 310                    |  |
| Вересова улица                                             | 15 июня 1976 г.     | | р-н ул. Щусева                                 | 260                    |  |
| Ветеранов улица                                            |                     | | мкрн Волховский                                | 105                    |  |
| Ветеринарная улица                                         | 13 января 1966 г.   | Новая | р-н ул. Коровникова                            | 175                    |  |
| Вечевая улица                                              | 13 декабря 1995 г.  | | Торговая сторона, р-н Колмовского моста        | 250                    |  |
| Водников улица                                             | 13 января 1966 г.   | | мкрн Деревяницы                                | 700                    |  |
| Воздвиженская улица                                        | 12 сентября 1991 г. | | Софийская сторона, Людин конец                 | 215                    |  |
| Воинов-интернационалистов улица                            | 13 декабря 1995 г.  | | Торговая сторона, Антоново                     | ок. 550                |  |
| Волотовская улица                                          | 22 июня 2006 г.     | | мкрн Псковская слобода                         | 320                    |  |
| Волховская улица                                           | 26 ноября 1965 г.   | | Софийская сторона                              | 250                    |  |
| Ворошилова улица                                           | 25 ноября 1976 г.   | | мкрн Деревяницы                                | 345                    |  |
| Воскресенский переулок                                     |                     | | Торговая сторона, Славенский конец             | 335                    |  |
| Воскресенский бульвар                                      | 11 февраля 2011 г.  | Вокзальная улица, проспект Карла Маркса                                                                    | р-н Вокзала                                    | 475                    |  |
| Восточная улица                                            | 13 января 1966 г.   | | скрн Деревяницы                                | 1050                   |  |
| Восьмого марта улица                                       | кон. 1940-х гг.     | | р-н ул. Псковской                              | 715                    |  |
| Г                                                          |                     | |                                                |                        |  |
| Современное название                                       | Название утверждено | Прежние названия                                                                                           | Местонахождение                                | Протяжённость в метрах |  |
| Газон                                                      | 12 сентября 1991 г. | Горького                                                                                                   | Софийская сторона                              | 300                    |  |
| Гаражная улица                                             |                     | |                                                | 100                    |  |
| Гаражный переулок                                          | 1940-е гг.          | |                                                | 100                    |  |
| Герасименко-Маницина улица                                 | 31 мая 1999 г.      | Никитинская, Герасименко, Маницина                                                                         | Торговая сторона, Плотницкий конец             | 630                    |  |
| Германа улица                                              | 29 апреля 1965 г.   | Гужевая | Мкрн Привокзальный                             | 1500                   |  |
| Городищенский переулок                                     | 26 ноября 1945 г.   | | Торговая сторона, Славенский конец             | 130                    |  |
| Гостиный переулок                                          |                     | | в р-не Орловской ул.                           | 135                    |  |
| Гражданская улица                                          | 15 марта 1968 г.    | | мкрн Волховский                                | 375                    |  |
| Д                                                          |                     | |                                                |                        |  |
| Современное название                                       | Название утверждено | Прежние названия                                                                                           | Местонахождение                                | Протяжённость в метрах |  |
| Дальняя улица                                              | 13 января 1966 г.   | --- | р-н Новой Мельницы                             | 500                    |  |
| Даньславля улица                                           | 31 мая 1999 г.      | Дославня, Яковлевская                                                                                      | Софийская сторона, Неревский конец             | 350                    |  |
| Дачная улица                                               | 15 марта 1968 г.    | Строителей                                                                                                 | мкрн Волховский                                | 600                    |  |
| Двадцатого Января улица                                    | 20 ноября 1976 г.   | --- | мкрн Деревяницы                                | 1120                   |  |
| Дворцовая улица                                            | 31 мая 1999 г.      | Пробойная, Большая Дворцовая, Александра Невского, Герцена                                                 | Торговая сторона                               | 400                    |  |
| Деповская улица                                            |                     | --- | р-н Сырковского шоссе                          | 480                    |  |
| Деревяницкая улица                                         | 13 января 1966 г.   | --- | мкрн Деревяницы                                | 380                    |  |
| Деревяницкий переулок                                      | кон. 1940-х гг.     | --- | р-н Хутынской улицы                            | 245                    |  |
| Державина улица                                            | 27 апреля 1970 г.   | --- |                                                | 4400                   |  |
| Десятинная улица                                           |                     | --- |                                                | 760                    |  |
| Десятинный переулок                                        | 26 ноября 1945 г.   | --- | Софийская сторона                              | 250                    |  |
| Джалиля-Духовская улица                                    | 31 мая 1999 г.      | Духовская, Мусы Джалиля, Духовская                                                                         | северная часть Софийской стороны               | 585                    |  |
| Добрыня улица                                              | 12 сентября 1991 г. | Александровская, Свердлова                                                                                 | Софийская сторона, Людин конец                 | 180                    |  |
| Донецкая улица                                             | 1945—1946 гг.       | --- | Торговая сторона, Антониевская слобода         | 875                    |  |
| Донецкий переулок                                          | 1946 г.             | --- | Антоново                                       | 230                    |  |
| Достоевского улица                                         | 13 декабря 1995 г.  | --- | мкрн Деревяницы                                | 350                    |  |
| З                                                          |                     | |                                                |                        |  |
| Современное название                                       | Название утверждено | Прежние названия                                                                                           | Местонахождение                                | Протяжённость в метрах |  |
| Заводской переулок                                         | 1946 г.             | --- | Торговая сторона, р-н Хутынской улицы          | 175                    |  |
| Завокзальная улица                                         | 2006 г.             | --- | р-н ж.д. вокзала                               | 600                    |  |
| Завокзальный проезд                                        | 2006 г.             | --- | Западный р-н                                   | 250                    |  |
| Загородная улица                                           | 1940-е гг.          | --- | р-н Нехинской улицы                            | 175                    |  |
| Загородный переулок                                        |                     | --- | р-н Пестовской улицы                           | 125                    |  |
| Западная улица                                             | 13 января 1966 г.   | Набережная                                                                                                 | Григорово                                      | 275                    |  |
| Заречный переулок                                          | 13 декабря 1995 г.  | --- | Антоново                                       | 100                    |  |
| Заставная улица                                            | 1958 г.             | Завальная                                                                                                  | Торговая сторона                               | 300                    |  |
| Зелёная улица                                              | 1958 г.             | Зелёный переулок                                                                                           | Антоново                                       | 485                    |  |
| Зелёный переулок                                           | 1958 г.             | Донецкий проезд                                                                                            | Антоново                                       | 125                    |  |
| Зелинского улица                                           | 18 марта 1971 г.    | --- | Западный р-н                                   | 2260                   |  |
| Знаменская улица                                           |                     | Большая Ильинская, Ильинская, Красилова                                                                    | Торговая сторона, Славенский конец             | 730                    |  |
| Знаменский переулок                                        |                     | | Торговая сторона, Славенский конец             | 555                    |  |
| Зоотехническая улица                                       | 13 января 1966 г.   | Григоровский переулок                                                                                      | в р-не Григорово                               | 635                    |  |
| И                                                          |                     | |                                                |                        |  |
| Современное название                                       | Название утверждено | Прежние названия                                                                                           | Местонахождение                                | Протяжённость в метрах |  |
| Ива́ньская улица                                            | 12 сентября 1991 г. | Ивановская, Предтеченская, Луначарского, Герцена                                                           | Торговая сторона, р-н Ярославова Дворища       | 150                    |  |
| Ильина́ улица                                               | 12 сентября 1991 г. | Большая Ильинская, Большая Знаменская, Знаменская, 1-го Мая                                                | Торговая сторона, Славенский конец             | 1220                   |  |
| И́льменская улица                                           | 26 ноября 1945 г.   | --- | Торговая сторона, Славенский конец             | 360                    |  |
| Инженерная улица                                           | 1945 г.             | --- |                                                | 285                    |  |
| Инженерный переулок                                        | 1945 г.             | --- |                                                | 150                    |  |
| Исакиевский переулок                                       | 1945 г.             | --- | р-н Орловской улицы                            | 315                    |  |
| Исакиевский проезд                                         | 1945 г.             | --- | р-н Орловской улицы                            | 115                    |  |
| К                                                          |                     | |                                                |                        |  |
| Современное название                                       | Название утверждено | Прежние названия                                                                                           | Местонахождение                                | Протяжённость в метрах |  |
| Каберова-Власьевская улица                                 | 30 мая 1999 г.      | Варваринская, Малая Власиевская, Бебеля, Солецкая, Малая Власьевская, Каберова,                            | Софийская сторона, Людин конец                 | 1500                   |  |
| Карла Маркса проспект см. «Воскресенский бульвар»          |                     | |                                                |                        |  |
| Карьерный переулок                                         |                     | | мкрн Волховский                                | 285                    |  |
| Керамическая улица                                         | 15 марта 1968 г.    | улица Труда                                                                                                | мкрн Волховский                                | 2100                   |  |
| Кирпичный переулок                                         | 17 ноября 1959 г.   | --- | р-н Рабочей улицы                              | 175                    |  |
| Козьмодемьянская улица                                     | 12 сентября 1991 г. | Малая Дмитревская, Кузьмо-Демьянская, Декабристов                                                          | Софийская сторона                              | 610                    |  |
| Колмовская набережная                                      | 27 августа 2009 г.  | --- | левый берег Волхова                            | 1270                   |  |
| Колхозный переулок                                         | после 1945 г.       | Колхозная улица                                                                                            | р-н Орловской улицы                            | 260                    |  |
| Коммунальная улица                                         | после 1945 г.       | --- | р-н Псковской улицы                            | 390                    |  |
| Коммунальный переулок                                      |                     | --- | р-н улицы Псковской                            | 115                    |  |
| Кооперативная улица                                        | кон. 1940-х гг.     | --- | р-н улицы Германа                              | 320                    |  |
| Коровникова улица                                          | 1 февраля 1979 г.   | --- | Западный р-н                                   | 1180                   |  |
| Королёва улица                                             | 25 ноября 1976 г.   | --- | мкрн Деревяницы                                | 590                    |  |
| Корсунова проспект                                         | 21 сентября 2002 г. | Григоровское шоссе                                                                                         | Западный р-н                                   | 2620                   |  |
| Космонавтов улица                                          | 24 мая 1965 г.      | --- | р-н ж.д. вокзала                               | 1250                   |  |
| Кочетова улица                                             | 7 марта 1974 г.     | --- | Западный р-н                                   | 2850                   |  |
| Красилова улица                                            | 12 сентября 1991 г. | Воскресенская, Крестецкая                                                                                  | Торговая сторона, Славенский конец             | 230                    |  |
| Красноармейская улица                                      | 26 ноября 1945 г.   | --- | р-н Духова монастыря                           | 150                    |  |
| Красный переулок                                           | 26 ноября 1945 г.   | --- | Торговая сторона, Плотницкий конец             | 420                    |  |
| Кречная улица                                              | 13 января 1966 г.   | --- | р-н Стипенка                                   | 1300                   |  |
| (Зои) Кругловой улица                                      | 9 января 1964 г.    | Юрьевская                                                                                                  | р-н Троицкой улицы                             | 385                    |  |
| Л                                                          |                     | |                                                |                        |  |
| Современное название                                       | Название утверждено | Прежние названия                                                                                           | Местонахождение                                | Протяжённость в метрах |  |
| Ладожский переулок                                         | 13 декабря 1995 г.  | --- | р-н Колмовского моста                          | 100                    |  |
| Лазаревская улица                                          | ---                 | Казарменная (часть улицы)                                                                                  | р-н Духова монастыря                           | 445                    |  |
| Лазаревский переулок                                       |                     | Казарменная                                                                                                | р-н Духова монастыря                           | 200                    |  |
| Лаптева улица                                              | 13 декабря 1995 г.  | --- | мкрн Деревяницы                                | 330                    |  |
| Лёни Голикова бульвар                                      | 27 апреля 1970 г.   | --- | Антоново                                       | 295                    |  |
| Лёни Голикова улица                                        | 1946 г.             | --- | Антоново                                       | 265                    |  |
| Лесная улица                                               | 15 марта 1968 г.    | Парковая                                                                                                   | мкрн Волховский                                | 380                    |  |
| Линейная улица                                             | 1940-е гг.          | 3-я Нехинская линия                                                                                        | р-н Нехинской улицы                            | 715                    |  |
| Литвинова-Лукина улица                                     | 31 мая 1999 г.      | Лукина, Литвинова, Лукина                                                                                  | р-н Троицкой улицы                             | 215                    |  |
| Локомотивная улица                                         | 1940-е гг.          | --- | р-н ж/д вокзала                                | 200                    |  |
| Ломоносова улица                                           | 24 мая 1966 г.      | --- | Западный р-н                                   | 2240                   |  |
| Луговой переулок                                           | 1958 г.             | 2-й Донецкий проезд                                                                                        | Антоново                                       | 265                    |  |
| Лужская улица                                              | 12 февраля 1971 г.  | --- | р-н Сырковского шоссе                          | ок 1000                |  |
| Лужское шоссе                                              | 7 марта 1974 г.     | --- | р-н Рабочей улицы                              | 2680                   |  |
| Людогоща улица                                             |                     | Люгоща, Легоща, Лугоща, Советская                                                                          | Софийская сторона                              | 550                    |  |
| М                                                          |                     | |                                                |                        |  |
| Современное название                                       | Название утверждено | Прежние названия                                                                                           | Местонахождение                                | Протяжённость в метрах |  |
| Магистральная улица                                        | 7 марта 1974 г.     | --- | р-н Рабочей улицы                              | 2500                   |  |
| Маловишерская улица                                        | 1940-е гг.          | --- | р-н Хутынской улицы                            | 960                    |  |
| Маловишерский переулок                                     | 18 июня 1959 г.     | --- | р-н Хутынской улицы                            | 260                    |  |
| Маловолховская улица                                       | 15 марта 1968 г.    | Волховская                                                                                                 | мкрн Кречевицы                                 | 775                    |  |
| Менделеева улица                                           | 21 мая 1964 г.      | --- | Западный р-н                                   | 265                    |  |
| Мерецкова-Волосова улица                                   | 31 мая 1999 г.      | Волосова, Ново-Власиевская, Мерецкова, Волосова                                                            | Софийская сторона, центр                       | 715                    |  |
| Мининский переулок                                         |                     | --- | Софийская сторона, Неревский конец             | 110                    |  |
| Мира проспект                                              | 13 октября 1966 г.  | --- | Западный р-н                                   | 2350                   |  |
| Мирный переулок                                            | 15 марта 1968 г.    | --- | мкрн Кречевицы                                 | 290                    |  |
| Михайлова улица                                            | 12 сентября 1991 г. | Малая Михайловская, Малая Ильинская, Лассаля, Кировская                                                    | Торговая сторона, центр                        | 1020                   |  |
| Михайловская улица                                         |                     | --- | мкрн Кречевицы                                 | 5800                   |  |
| Мичуринская улица                                          | 1958 г.             | Новый переулок                                                                                             | р-н Петровского кладбища                       | 395                    |  |
| Молодёжный переулок                                        | 13 декабря 1995 г.  | --- | мкрн Деревяницы                                | 100                    |  |
| Молотковская улица                                         |                     | --- | Торговая сторона, Плотницкий конец             | 670                    |  |
| Морозовская улица                                          | 28 января 1957 г.   | --- | р-н Нехинской улицы                            | 685                    |  |
| Морозовский проезд                                         | 2000-е гг.          | --- | р-н Нехинской улицы                            | 550                    |  |
| Московская улица                                           |                     | Московское шоссе                                                                                           | Торговая сторона,                              | 1065                   |  |
| Мусы Джалиля-Духовская улица — см. Джалиля-Духовская улица |                     | |                                                |                        |  |
| Н                                                          |                     | |                                                |                        |  |
| Современное название                                       | Название утверждено | Прежние названия                                                                                           | Местонахождение                                | Протяжённость в метрах |  |
| Народная улица                                             | 1958 г.             | Малая Волховская                                                                                           | Торговая сторона, Никольская слобода           | 720                    |  |
| Нехинская улица                                            | 13 января 1966 г.   | |                                                | 1950                   |  |
| Нижегородская улица                                        |                     | --- | Торговая сторона                               | 550                    |  |
| Никитин переулок                                           | 12 сентября 1991 г. | Мстинский переулок                                                                                         | Торговая сторона, Плотницкий конец             | 160                    |  |
| Никитинский переулок                                       | 26 ноября 1945 г.   | --- | Торговая сторона, Плотницкий конец             | 170                    |  |
| Николо-Качановский переулок                                |                     | --- | Софийская сторона, Неревский конец             | 100                    |  |
| Никольская улица                                           | 12 сентября 1991 г. | Николаевская, Карла Либкнехта, Суворова                                                                    | Торговая сторона, Славенский конец             | 1100                   |  |
| Новаторов улица                                            | 13 января 1966 г.   | Центральная                                                                                                | р-н Лужского шоссе                             | 490                    |  |
| Новая улица                                                | 1945 г.             | --- | р-н Орловской улицы                            | 450                    |  |
| Новгородская улица                                         | 15 марта 1968 г.    | Красная | мкрн Волховский                                | 300                    |  |
| Новолучанская улица                                        | 31 мая 1999 г.      | Лучинская, Комсомольская                                                                                   | Софийская сторона, центр                       | 1390                   |  |
| Новоселицкий переулок                                      | 1940-е гг.          | --- | р-н Хутынской улицы                            | 280                    |  |
| Новосёлов улица                                            | 13 января 1966 г.   | Пионерский переулок                                                                                        | мкрн Деревяницы                                | 270                    |  |
| Нутная улица                                               |                     | Розы Люксембург, Боровичская                                                                               | Торговая сторона, Славенский конец             | 740                    |  |
| О                                                          |                     | |                                                |                        |  |
| Современное название                                       | Название утверждено | Прежние названия                                                                                           | Местонахождение                                | Протяжённость в метрах |  |
| Обороны улица                                              | 29 апреля 1965 г.   | Новая Завальная (часть)                                                                                    | Софийская сторона, вдоль вала Окольного города | 1500                   |  |
| Озёрная улица                                              | кон. 1940-х гг.     | --- | мкрн Белый город                               | 400                    |  |
| Озёрный переулок                                           |                     | --- | мкрн Белый город                               | 500                    |  |
| Октябрьская улица                                          | 17 ноября 1959 г.   | --- | р-н ж/д вокзала                                | 2300                   |  |
| Тимура Фрунзе-Оловянка                                     | 3 сентября 1993 г.  | Большая Дворцовая, Александра Невского, Тимура Фрунзе                                                      | Торговая сторона, Плотницкий конец             | 800                    |  |
| Онежский переулок                                          | 13 декабря 1995 г.  | --- | р-н Колмовского моста                          | 100                    |  |
| Орловская улица                                            | 1916 г.             | --- | Софийская сторона                              | 3650                   |  |
| Орловский переулок                                         | после 1945 г.       | --- | р-н Орловской улицы                            | 400                    |  |
| Орловский проезд                                           |                     | Спартаковский переулок                                                                                     | р-н Троицкой улицы                             | 110                    |  |
| Отрадный переулок                                          |                     | --- | мкрн Белый город                               | 175                    |  |
| П                                                          |                     | |                                                |                        |  |
| Современное название                                       | Название утверждено | Прежние названия                                                                                           | Местонахождение                                | Протяжённость в метрах |  |
| Павла Левитта улица                                        | 20 июня 1967 г.     | --- | Колмово                                        | 660                    |  |
| Павлова (Якова Павлова) улица                              | 1990-е гг.          | --- | мкрн Деревяницы                                | 440                    |  |
| Панкратова улица                                           | 31 мая 1999 г.      | Завальная, Панкратова, Запольная, Запольская                                                               | Торговая сторона, вдоль вала Окольного города  | 3000                   |  |
| Парковая улица                                             | 1940-е гг.          | --- | Антоново                                       | 1170                   |  |
| Парковская улица                                           |                     | | Парк 30-летия Октября                          | 160                    |  |
| Парковый переулок                                          | 1940-е гг.          | Садовый | Антоново                                       | 165                    |  |
| Партизанский переулок                                      | 26 ноября 1945 г.   | --- | Торговая сторона, Славенский конец             | 440                    |  |
| Первомайский переулок                                      | 26 ноября 1945 г.   | --- | Торговая сторона, Славенский конец             | 290                    |  |
| Перспективная улица                                        | 13 января 1966 г.   | Речная | мкрн Деревяницы                                | 390                    |  |
| Пестовская улица                                           | 1946 г.             | Ново-Котельницкая                                                                                          | Торговая сторона                               | 460                    |  |
| Петровская улица                                           |                     | --- | Р-н Орловской улицы                            | 335                    |  |
| Подгорная улица                                            | 15 марта 1968 г.    | Набережная                                                                                                 | мкрн Кречевицы                                 | 1000                   |  |
| Полевая улица                                              | 1940-е г.           | | р-н Нехинской улицы                            | 250                    |  |
| Полевой переулок                                           | 1940-е г.           | | р-н Нехинской улицы                            | 560                    |  |
| Попова улица                                               | 24 мая 1966 г.      | --- | Западный р-н                                   | 1060                   |  |
| Поселковая улица                                           | 15 марта 1968 г.    | Комарова                                                                                                   | мкрн Волховский                                | 545                    |  |
| Посольская улица                                           |                     | --- | Торговая сторона, Славенский конец             | 535                    |  |
| Предтеченская улица                                        | 31 мая 1999 г.      | Забавская, Фроловская, Пищевиков, Некрасова                                                                | Софийская сторона, центр                       | 680                    |  |
| Проезжая улица                                             |                     | --- | мкрн Волховский                                | 600                    |  |
| Пролетарский проезд                                        | после 1945 г.       | --- | р-н Троицкой улицы                             | 175                    |  |
| Промышленная улица                                         | 1958 г.             | Сенная, проезд Радищева                                                                                    | р-н Рабочей улицы                              | 505                    |  |
| Промышленный переулок                                      | 1950-е гг.          | --- | р-н Рабочей улицы                              | 190                    |  |
| Прусская улица                                             | 12 сентября 1999 г. | Желябова                                                                                                   | Софийская сторона, центр                       | 1000                   |  |
| Псковская улица                                            |                     | --- | Софийская сторона                              | 3300                   |  |
| Псковский переулок                                         | 30 июня 1958 г.     | --- | р-н Псковской улицы                            | 155                    |  |
| Пушкинская улица                                           | 31 мая 1999 г.      | Лубяница (Любяница), Лубянка, Лубяна                                                                       | Торговая сторона, Славенский конец             | 300                    |  |
| Р                                                          |                     | |                                                |                        |  |
| Современное название                                       | Название утверждено | Прежние названия                                                                                           | Местонахождение                                | Протяжённость в метрах |  |
| Рабочая улица                                              | 17 ноября 1959 г.   | --- | р-н Сырковского и Лужского шоссе               | 2600                   |  |
| Рабочий переулок                                           | 17 ноября 1959 г.   | --- | р-н Рабочей улицы                              | 180                    |  |
| Радистов проезд                                            | 1940-е гг.          | переулок Радистов                                                                                          | р-н улицы Германа                              | 120                    |  |
| Радистов улица                                             | 28 января 1957 г.   | переулок Радистов                                                                                          | р-н улицы Германа                              | 780                    |  |
| Радищева улица                                             | 1960-е гг.          | --- | р-н Рабочей улицы                              | 480                    |  |
| Радужный переулок                                          | 13 декабря 1995 г.  | --- | мкрн Деревяницы                                | 130                    |  |
| Рахманинова улица                                          | 27 апреля 1970 г.   | --- | р-н Хутынской, Большой Московской улицы        | 670                    |  |
| Рейдовая улица                                             | 1940-е гг.          | Набережная                                                                                                 | мкрн Деревяницы                                | 720                    |  |
| Речная улица                                               | 2000-е гг.          | --- | р-н Псковской улицы                            | 360                    |  |
| Речной переулок                                            | 2000-е гг.          | --- | р-н Псковской улицы                            | 240                    |  |
| Речной проезд                                              | 1940-е гг.          | --- | р-н Орловской улицы                            | 100                    |  |
| Рогатинский переулок                                       | 2-я пол. XX в.      | --- | Торговая сторона, центр                        | 225                    |  |
| Рогатица улица                                             | 12 сентября 1991 г. | Рогатинская, Большевиков                                                                                   | Торговая сторона, центр                        | 720                    |  |
| Розважа улица                                              | 12 сентября 1991 г. | Горького,Садовая                                                                                           | Софийская сторона, Неревский конец             | 400                    |  |
| Реки Гзень набережная                                      |                     | --- | Софийская сторона, вдоль вала Окольного города | 625                    |  |
| С                                                          |                     | |                                                |                        |  |
| Современное название                                       | Название утверждено | Прежние названия                                                                                           | Местонахождение                                | Протяжённость в метрах |  |
| Сахалинская улица                                          |                     | --- | мкрн Волховский                                | 500                    |  |
| Саши Устинова улица                                        | 27 апреля 1970 г.   | --- | вдоль железной дороги                          | 500                    |  |
| Свободы улица                                              | 24 мая 1966 г.      | --- | Западный р-н                                   | 1090                   |  |
| Связи улица                                                | 1958 г.             | Новая Тихвинская                                                                                           | р-н Московской улицы                           | 620                    |  |
| Связи переулок                                             | 1940-е гг.          | --- | р-н Московской улицы                           | 440                    |  |
| Северная улица                                             | 17 февраля 1977 г.  | --- | р-н Рабочей улицы                              | 2000                   |  |
| Сенная улица                                               | 1950-е гг.          | --- | между Рабочей и Б. СП-б улицей                 | 485                    |  |
| 2-я Сенная улица                                           | 1950-е гг.          | --- | между Рабочей и Б. СП-б улицей                 | 200                    |  |
| 3-я Сенная улица                                           | 1950-е гг.          | --- | между Рабочей и Б. СП-б улицей                 | 275                    |  |
| Сенной проезд                                              | 13 сентября 1962 г. | --- | между Рабочей и Б. СП-б улицей                 | 90                     |  |
| Славков переулок                                           | 12 сентября 1991 г. | --- | Торговая сторона, центр                        | 200                    |  |
| Славная улица                                              |                     | Славенская, Большая Пробойная, Большая Славная                                                             | Торговая сторона, Славенский конец             | 1100                   |  |
| Славянская улица                                           | 1940-е гг.          | --- | р-н Орловской улицы                            | 660                    |  |
| Славянский проезд                                          | 1940-е гг.          | --- | р-н Шимской улицы                              | 100                    |  |
| Советской Армии улица                                      | 20 ноября 1976 г.   | --- | мкрн Деревяницы                                | 2070                   |  |
| Совхозный переулок                                         | 18 июня 1959 г.     | --- | р-н Хутынской улицы                            | 70                     |  |
| Солецкий переулок                                          | 1940-е гг.          | --- | р-н Орловской улицы                            | 125                    |  |
| Солнечная улица                                            | 15 марта 1960 г.    | Восточная                                                                                                  | мкрн Волховский                                | 370                    |  |
| Софийская набережная                                       | 3 сентября 1970 г.  | Екатерининская, Карла Маркса,                                                                              | Левый берег Волхова                            | 1000                   |  |
| Спортивный переулок                                        | 13 июня 1958 г.     | --- | р-н Псковской, Орловской улиц                  | 160                    |  |
| Старорусский бульвар                                       | 2000-е гг.          | --- | Белый город                                    | 370                    |  |
| Старорусский переулок                                      |                     | --- | Белый город                                    | 170                    |  |
| Стекольная улица                                           | 13 декабря 1995 г.  | --- | мкрн Деревяницы                                | 850                    |  |
| Стратилатовская улица                                      | 12 сентября 1991 г. | Народовольцев, Коммунальная, Лермонтова                                                                    | Софийская сторона, центр                       | 605                    |  |
| Стрелковый переулок                                        | 1958 г.             | 3-й Донецкий проезд                                                                                        | Антоново                                       | 200                    |  |
| Строителей улица                                           | 1940-е гг.          | --- | р-н Зверина монастыря                          | 225                    |  |
| Студенческая улица                                         | 1958 г.             | Антониевская, Миллионный переулок                                                                          | Антоново                                       | 1400                   |  |
| Сырковское шоссе                                           |                     | --- | с-з часть города                               | 1175                   |  |
| Т                                                          |                     | |                                                |                        |  |
| Современное название                                       | Название утверждено | Прежние названия                                                                                           | Местонахождение                                | Протяжённость в метрах |  |
| Текстильщиков улица                                        | 13 января 1966 г.   | --- | мкрн Деревяницы                                | 340                    |  |
| Телегина-Редятина улица                                    | 3 сентября 1993 г.  | Рядинтина Редигенская (Редятенская), Редитенская, Телегина, Редятина                                       | Софийская сторона, Людин конец                 | 325                    |  |
| Технический проезд                                         | 29 апреля 1965 г.   | --- | р-н улицы Менделеева                           | 200                    |  |
| Тимура Фрунзе-Оловянка улица                               | 3 сентября 1993 г.  | Большая Дворцовая, Александра Невского, Тимура Фрунзе                                                      | Торговая сторона ,Плотницкий конец             | 800                    |  |
| Тихвинская улица                                           | 12 сентября 1991 г. | Комарова                                                                                                   | Софийская сторона, Неревский конец             | 600                    |  |
| Тихий переулок                                             |                     | --- | р-н Центрального рынка                         | 125                    |  |
| Торговая улица                                             | 1940-е гг.          | --- | р-н Центрального рынка                         | 250                    |  |
| Торговый переулок                                          |                     | --- | р-н Центрального рынка                         | 140                    |  |
| Троицкая улица                                             | 1991 г.             | Большая Пробойная, Ямская Пробойная, Пролетарская, Троицкая-Пробойная                                      | Софийская сторона, Людин конец                 | 1100                   |  |
| Ф                                                          |                     | |                                                |                        |  |
| Современное название                                       | Название утверждено | Прежние названия                                                                                           | Местонахождение                                | Протяжённость в метрах |  |
| Фёдоровский ручей улица                                    | 1991 г.             | проспект Гагарина                                                                                          | Торговая сторона, центр                        | 750                    |  |
| Физкультурная улица                                        | 1940-е гг.          | --- | р-н Орловской улицы                            | 325                    |  |
| Х                                                          |                     | |                                                |                        |  |
| Современное название                                       | Название утверждено | Прежние названия                                                                                           | Местонахождение                                | Протяжённость в метрах |  |
| Химиков улица                                              | 29 апреля 1965 г.   | --- | Западный р-н                                   | 450                    |  |
| Хутынская улица                                            |                     | --- | север Торговой стороны                         | 1470                   |  |
| Хутынский переулок                                         | 1940-е гг.          | --- | р-н Хутынской улицы                            | 280                    |  |
| Хутынский проезд                                           | 1940-е гг.          | --- | р-н Хутынской улицы                            | 650                    |  |
| Ц                                                          |                     | |                                                |                        |  |
| Современное название                                       | Название утверждено | Прежние названия                                                                                           | Местонахождение                                | Протяжённость в метрах |  |
| Цветочный переулок                                         | 26 ноября 1945 г.   | --- | р-н Прусской улицы                             | 200                    |  |
| Целинная улица                                             | 1958 г.             | 4-я Нехинская линия                                                                                        | р-н улиц Нехинская и Ломоносова                | 450                    |  |
| Ч                                                          |                     | |                                                |                        |  |
| Современное название                                       | Название утверждено | Прежние названия                                                                                           | Местонахождение                                | Протяжённость в метрах |  |
| Черемнова-Конюхова улица                                   | 3 сентября 1993 г.  | Конюхова, Ефимьевская, Черемнова                                                                           |                                                | 610                    |  |
| Черепичная улица                                           |                     | Черепичный посёлок                                                                                         | от Б.С-Петербургской улицы к Волхову           | 650                    |  |
| Черняховского улица                                        | 31 мая 1999 г.      | Городской вал, Завальная, Кольцевая, Черняховского, Завальная-Кольцевая, Черняховского-Завальная-Кольцевая | Софийская сторона, вдоль вала Окольного города | 3270                   |  |
| Чудинцева улица                                            | 12 сентября 1991 г. | Чуцдинцова, Чудинцовская, Толстого                                                                         | Софийская сторона, центр                       | 550                    |  |
| Чудовская улица                                            | 1950-е гг.          | --- | р-н Б.С-Петербургской и Великой улицы          | 380                    |  |
| Ш                                                          |                     | |                                                |                        |  |
| Современное название                                       | Название утверждено | Прежние названия                                                                                           | Местонахождение                                | Протяжённость в метрах |  |
| Шелонская улица                                            | 1940-е гг.          | --- | р-н Псковской, Каберова-Власьевской улицы      | 450                    |  |
| Шелонский проезд                                           | 2006 г.             | --- | р-н Псковской улицы                            | 490                    |  |
| Шимская улица                                              | 11 февраля 1954 г.  | --- | р-н Прусской, Псковской улицы                  | 890                    |  |
| Шимский проезд                                             |                     | --- | р-н Орловской улицы                            | 230                    |  |
| Щ                                                          |                     | |                                                |                        |  |
| Современное название                                       | Название утверждено | Прежние названия                                                                                           | Местонахождение                                | Протяжённость в метрах |  |
| Щитная улица                                               | 12 сентября 1991 г. | Большая Андреевская, Красная                                                                               | Торговая сторона, Плотницкий конец             | 1250 (690)             |  |
| Щусева улица                                               | 25 декабря 1973 г.  | --- | северная окраина                               | 600                    |  |
| Э                                                          |                     | |                                                |                        |  |
| Современное название                                       | Название утверждено | Прежние названия                                                                                           | Местонахождение                                | Протяжённость в метрах |  |
| Энергетиков проезд                                         | 1950-е гг.          | --- | р-н Лужского шоссе                             | 1500                   |  |
| Ю                                                          |                     | |                                                |                        |  |
| Современное название                                       | Название утверждено | Прежние названия                                                                                           | Местонахождение                                | Протяжённость в метрах |  |
| Южная улица                                                | 15 марта 1968 г.    | Заречная                                                                                                   | мкрн Волховский                                | 470                    |  |
| Юннатов переулок                                           | 1945 г.             | --- | р-н Центрального рынка                         | 250                    |  |
| Юности бульвар                                             | 25 мая 1966 г.      | --- | от Улицы Ломоносова к Вокзалу                  | 730                    |  |
| Юрьевская набережная                                       | 26 сентября 1975 г. | --- | р-н Юрьева Монастыря                           | 1300                   |  |
| Юрьевский переулок                                         | после 1945 г.       | --- | р-н Орловской улицы                            | 300                    |  |
| Юрьевское шоссе                                            | 13 января 1966 г.   | --- | в направлении Юрьева монастыря                 | 3600                   |  |
| Я                                                          |                     | |                                                |                        |  |
| Современное название                                       | Название утверждено | Прежние названия                                                                                           | Местонахождение                                | Протяжённость в метрах |  |
| Якова Павлова улица — см. Павлова улица                    |                     | |                                                |                        |  |
| Яковлева улица                                             | 12 сентября 1991 г. | Мининская (часть), Николаевская (часть), Штыкова                                                           | Софийская сторона, Неревский конец             | 705                    |  |

## Площади
| Современное название                              | Название утверждено | Прежние названия | Местонахождение   | Приходящие улицы                                                              |
| ------------------------------------------------- | ------------------- | ---------------- | ----------------- | ----------------------------------------------------------------------------- |
| Ветеринаров                                       | 15 марта 1963 г.    | Колхозная        | мкрн Волховский   |                                                                               |
| Вокзальная                                        | 1953 г.             |                  | ж/д Вокзал        | Октябрьская, Воскресенский бульвар                                            |
| Сквер Воинской славы (бывш. Площадь Карла Маркса) | 1950-е гг.          | Карла Маркса     | Софийская сторона | Людогоща, Чудинцева, Германа, Псковская, Черняховского, Воскресенский бульвар |
| Победы-Софийская                                  |                     |                  |                   |                                                                               |
| Садко                                             |                     |                  |                   |                                                                               |
| Сенная                                            |                     | Труда            |                   |                                                                               |
| Строителей                                        |                     |                  |                   |                                                                               |